# Brasil en la Copa América 2019
La selección de Brasil fue uno de los doce equipos participantes en la Copa América 2019. Dicho torneo se desarrolló en el mencionado país, entre el 14 de junio hasta 7 de julio de 2019. El sorteo de la Copa América, realizado el 24 de enero en la ciudad de Río de Janeiro, determinó que La Canarinha dispute sus partidos en el grupo A junto a Bolivia, Venezuela y Perú.

## Preparación
La selección de Brasil tuvo un certamen bastante regular en la Copa Mundial de la FIFA 2018, en la cual fue eliminada en los cuartos de final por Bélgica con un resultado de 2 a 1. Después de su participación en la competición celebrada en Rusia, la verdeamarela comenzó su preparación rumbo a la Copa América, donde actuará como anfitrión por cuarta vez en su historia. Entre el periodo comprendido por septiembre y noviembre la canarinha disputó seis amistosos por fecha FIFA, consiguiendo ese mismo número de victorias al hilo. 
Dicha racha continuaría en la ronda de amistosos de marzo de 2019, la primera del mencionado año. En la antesala del torneo continental, conseguiría otro triunfo sobre Honduras por un abultado 7 a 0. 

### Partidos amistosos
| Fecha                    | Lugar           | Instancia                    |                 |                            | Resultado |                     |          |
| ------------------------ | --------------- | ---------------------------- | --------------- | -------------------------- | --------- | ------------------- | -------- |
| 7 de septiembre de 2018  | East Rutherford | Amistoso                     | Estados Unidos  | Bandera de Estados Unidos  | 0:2 (0:2) | Bandera de Brasil   | Brasil   |
| 11 de septiembre de 2018 | Landover        | Amistoso                     | El Salvador     | Bandera de El Salvador     | 0:5 (0:3) | Bandera de Brasil   | Brasil   |
| 12 de octubre de 2018    | Riad            | Amistoso                     | Arabia Saudita  | Bandera de Arabia Saudita  | 0:2 (0:1) | Bandera de Brasil   | Brasil   |
| 16 de octubre de 2018    | Yeda            | Superclásico de las Américas | Argentina       | Bandera de Argentina       | 0:1 (0:0) | Bandera de Brasil   | Brasil   |
| 16 de noviembre de 2018  | Londres         | Amistoso                     | Brasil          | Bandera de Brasil          | 1:0 (0:0) | Bandera de Uruguay  | Uruguay  |
| 20 de noviembre de 2018  | Milton Keynes   | Amistoso                     | Brasil          | Bandera de Brasil          | 1:0 (1:0) | Bandera de Camerún  | Camerún  |
| 23 de marzo de 2019      | Oporto          | Amistoso                     | Brasil          | Bandera de Brasil          | 1:1 (1:1) | Bandera de Panamá   | Panamá   |
| 26 de marzo de 2019      | Praga           | Amistoso                     | República Checa | Bandera de República Checa | 1:3 (1:0) | Bandera de Brasil   | Brasil   |
| 5 de junio de 2019       | Brasilia        | Amistoso                     | Brasil          | Bandera de Brasil          | 2:0 (2:0) | Bandera de Catar    | Catar    |
| 9 de junio de 2019       | Porto Alegre    | Amistoso                     | Brasil          | Bandera de Brasil          | 7:0 (3:0) | Bandera de Honduras | Honduras |

#### Estados Unidos vs Brasil
| 7 de septiembre de 2018, 19:15 (UTC-4) | Estados Unidos | 0:2 (0:2) | Brasil                          | MetLife Stadium, East Rutherford Nueva Jersey, Estados Unidos |                                                               |
|                                        |                |           | Firmino 11' · Neymar 43' (pen.) | Asistencia: 52 899 espectadores Árbitro(s): Fernando Guerrero | Asistencia: 52 899 espectadores Árbitro(s): Fernando Guerrero |

| Uniformes | Uniformes |
| --------- | --------- |
|           |           |

#### El Salvador vs Brasil
| 11 de septiembre de 2018, 19:30 (UTC-4) | El Salvador | 0:5 (0:3) | Brasil                                                                    | FedExField, Landover, Estados Unidos                     |                                                          |
|                                         |             |           | Neymar 4' (pen.) · Richarlison 16' 50' · P. Coutinho 30' · Marquinhos 90' | Asistencia: 38 500 espectadores Árbitro(s): Jair Marrufo | Asistencia: 38 500 espectadores Árbitro(s): Jair Marrufo |

| Uniformes | Uniformes |
| --------- | --------- |
|           |           |

#### Arabia Saudita vs Brasil
| 12 de octubre de 2018, 20:20 (UTC+3) | Arabia Saudita | 0:2 (0:1) | Brasil                                | King Saud University Stadium, Riad, Arabia Saudita         |                                                            |
|                                      |                |           | Gabriel Jesus 43' · Alex Sandro 90+6' | Asistencia: 14 000 espectadores Árbitro(s): Danny Makkelie | Asistencia: 14 000 espectadores Árbitro(s): Danny Makkelie |

| Uniformes | Uniformes |
| --------- | --------- |
|           |           |

#### Argentina vs Brasil
| 16 de octubre de 2018, 21:00 (UTC+3) | Argentina | 0:1 (0:0) | Brasil        | King Abdullah Sports City, Yeda, Arabia Saudita         |                                                         |
|                                      |           |           | Miranda 90+3' | Asistencia: 62 345 espectadores Árbitro(s): Felix Brych | Asistencia: 62 345 espectadores Árbitro(s): Felix Brych |

| Uniformes | Uniformes |
| --------- | --------- |
|           |           |

#### Brasil vs Uruguay
| 16 de noviembre de 2018, 18:15 (UTC+0) | Brasil            | 1:0 (0:0) | Uruguay | Emirates Stadium, Londres, Inglaterra                    |                                                          |
|                                        | Neymar 76' (pen.) |           |         | Asistencia: 49 394 espectadores Árbitro(s): Craig Pawson | Asistencia: 49 394 espectadores Árbitro(s): Craig Pawson |

| Uniformes | Uniformes |
| --------- | --------- |
|           |           |

#### Brasil vs Camerún
| 20 de noviembre de 2018, 18:15 (UTC+0) | Brasil          | 1:0 (1:0) | Camerún | Stadium MK, Milton Keynes, Inglaterra                      |                                                            |
|                                        | Richarlison 45' |           |         | Asistencia: 24 600 espectadores Árbitro(s): Michael Oliver | Asistencia: 24 600 espectadores Árbitro(s): Michael Oliver |

| Uniformes | Uniformes |
| --------- | --------- |
|           |           |

#### Brasil vs Panamá
| 23 de marzo de 2019, 12:00 (UTC+0 | Brasil         | 1:1 (1:1) | Panamá         | Estadio do Dragão, Oporto, Portugal                       |                                                           |
|                                   | L. Paquetá 32' |           | A. Machado 36' | Asistencia: 41 056 espectadores Árbitro(s): João Pinheiro | Asistencia: 41 056 espectadores Árbitro(s): João Pinheiro |

| Uniformes | Uniformes |
| --------- | --------- |
|           |           |

#### República Checa vs Brasil
| 26 de marzo de 2019, 14:45 (UTC+1 | República Checa | 1:3 (1:0) | Brasil                            | Eden Arena, Praga, República Checa                         |                                                            |
|                                   | D. Pavelka 37'  |           | R. Firmino 49' · G. Jesus 83' 90' | Asistencia: 20 250 espectadores Árbitro(s): Ovidiu Hațegan | Asistencia: 20 250 espectadores Árbitro(s): Ovidiu Hațegan |

| Uniformes | Uniformes |
| --------- | --------- |
|           |           |

#### Brasil vs Catar
| 5 de junio de 2019, (UTC-3 | Brasil                      | 2:0 (2:0) | Catar | Estadio Mané Garrincha, Brasilia, Brasil                |                                                         |
|                            | Richarlison 16' · Jesus 24' |           |       | Asistencia: 62 889 espectadores Árbitro(s): José Argote | Asistencia: 62 889 espectadores Árbitro(s): José Argote |

| Uniformes | Uniformes |
| --------- | --------- |
|           |           |

#### Brasil vs Honduras
| 9 de junio de 2019, (UTC-3 | Brasil | 7:0 (3:0) | Honduras | Estadio Beira-Rio, Porto Alegre, Brasil                  |                                                          |
|                            | G. Jesus 6' 47' · T. Silva 13' · P. Coutinho 37' (pen.) · D. Neres 56' · R. Firmino 65' · Richarlison 70' |           |          | Asistencia: 40 684 espectadores Árbitro(s): Andrés Cunha | Asistencia: 40 684 espectadores Árbitro(s): Andrés Cunha |

| Uniformes | Uniformes |
| --------- | --------- |
|           |           |

## Plantel
| No.   | Pos. | Jugador           | Fecha de nacimiento (edad)         | Apa. | Goles | Club                |
| ----- | ---- | ----------------- | ---------------------------------- | ---- | ----- | ------------------- |
| 1     | POR  | Alisson Becker    | 2 de octubre de 1992 (26 años)     | 34   | 0     | Liverpool           |
| 2     | DEF  | Thiago Silva      | 22 de septiembre de 1984 (34 años) | 77   | 6     | París Saint-Germain |
| 3     | DEF  | João Miranda      | 7 de septiembre de 1984 (34 años)  | 53   | 3     | Inter de Milán      |
| 4     | DEF  | Marquinhos        | 14 de mayo de 1994 (25 años)       | 30   | 0     | París Saint-Germain |
| 5     | MED  | Casemiro          | 23 de febrero de 1992 (27 años)    | 30   | 0     | Real Madrid         |
| 6     | DEF  | Filipe Luís       | 9 de agosto de 1985 (33 años)      | 38   | 2     | Atlético de Madrid  |
| 7     | DEL  | David Neres       | 3 de marzo de 1997 (22 años)       | 1    | 0     | Ajax                |
| 8     | MED  | Arthur Melo       | 12 de agosto de 1996 (22 años)     | 8    | 0     | FC Barcelona        |
| 9     | DEL  | Gabriel Jesus     | 3 de abril de 1997 (22 años)       | 23   | 13    | Manchester City     |
| 10    | DEL  | Willian           | 9 de agosto de 1988 (30 años)      | 65   | 8     | Chelsea F.C.        |
| 11    | MED  | Philippe Coutinho | 12 de junio de 1992 (27 años)      | 47   | 13    | FC Barcelona        |
| 12    | DEF  | Alex Sandro       | 26 de enero de 1991 (28 años)      | 12   | 1     | Juventus            |
| 13    | DEF  | Dani Alves        | 6 de mayo de 1983 (36 años)        | 109  | 11    | París Saint-Germain |
| 14    | DEF  | Éder Militão      | 18 de enero de 1998 (21 años)      | 2    | 0     | FC Porto            |
| 15    | DEF  | Allan             | 12 de mayo de 1988 (31 años)       | 3    | 0     | Napoli              |
| 16    | POR  | Cássio            | 6 de junio de 1987 (32 años)       | 1    | 0     | Corinthians         |
| 17    | MED  | Fernandinho       | 4 de mayo de 1985 (34 años)        | 49   | 2     | Manchester City     |
| 18    | MED  | Lucas Paquetá     | 27 de agosto de 1997 (21 años)     | 4    | 1     | AC Milan            |
| 19    | DEL  | Everton           | 22 de marzo de 1996 (23 años)      | 0    | 0     | Grêmio              |
| 20    | DEL  | Roberto Firmino   | 2 de octubre de 1991 (27 años)     | 25   | 9     | Liverpool           |
| 21    | DEL  | Richarlison       | 10 de mayo de 1997 (22 años)       | 8    | 3     | Everton             |
| 22    | DEF  | Fagner            | 11 de junio de 1989 (30 años)      | 9    | 0     | Corinthians         |
| 23    | POR  | Ederson           | 17 de agosto de 1993 (25 años)     | 4    | 0     | Manchester City     |
| D. T. | Tite | Tite              | Tite                               | Tite | Tite  | Tite                |

## Participación

### Partidos
| Fecha       | Lugar          | Instancia        |        |                   | Resultado    |                      |           |
| ----------- | -------------- | ---------------- | ------ | ----------------- | ------------ | -------------------- | --------- |
| 14 de junio | São Paulo      | Fase de grupos   | Brasil | Bandera de Brasil | 3:0 (0:0)    | Bandera de Bolivia   | Bolivia   |
| 18 de junio | Salvador       | Fase de grupos   | Brasil | Bandera de Brasil | 0:0          | Bandera de Venezuela | Venezuela |
| 22 de junio | São Paulo      | Fase de grupos   | Perú   | Bandera de Perú   | 0:5 (0:3)    | Bandera de Brasil    | Brasil    |
| 27 de junio | Porto Alegre   | Cuartos de final | Brasil | Bandera de Brasil | 0:0 (4:3 p.) | Bandera de Paraguay  | Paraguay  |
| 2 de julio  | Belo horizonte | Semifinales      | Brasil | Bandera de Brasil | 2:0 (1:0)    | Bandera de Argentina | Argentina |
| 7 de julio  | Río de Janeiro | Final            | Brasil | Bandera de Brasil | 3:1 (2:1)    | Bandera de Perú      | Perú      |

### Primera fase - Grupo A
| Selección | Pts | PJ | PG | PE | PP | GF | GC | Dif |
| --------- | --- | -- | -- | -- | -- | -- | -- | --- |
| Brasil    | 7   | 3  | 2  | 1  | 0  | 8  | 0  | 8   |
| Venezuela | 5   | 3  | 1  | 2  | 0  | 3  | 1  | 2   |
| Perú      | 4   | 3  | 1  | 1  | 1  | 3  | 6  | –3  |
| Bolivia   | 0   | 3  | 0  | 0  | 3  | 2  | 9  | –7  |

#### Brasil vs. Bolivia
| 14 de junio de 2019, 21:30 | Brasil                                | 3:0 (0:0) | Bolivia | Estadio Morumbi, São Paulo                                |                                                           |
|                            | Coutinho 50' (pen.) 53' · Everton 84' | Reporte   |         | Asistencia: 47.260 espectadores Árbitro(s): Néstor Pitana | Asistencia: 47.260 espectadores Árbitro(s): Néstor Pitana |

| 1     | Guardameta     | Alisson Becker    |     |
| 2     | Defensa        | Thiago Silva      |     |
| 6     | Defensa        | Filipe Luis       |     |
| 4     | Defensa        | Marquinhos        |     |
| 13    | Defensa        | Dani Alves        |     |
| 5     | Centrocampista | Casemiro          |     |
| 17    | Centrocampista | Fernandinho       |     |
| 11    | Centrocampista | Philippe Coutinho |     |
| 21    | Delantero      | Richarlison       | 84' |
| 20    | Delantero      | Roberto Firmino   | 65' |
| 7     | Delantero      | David Neres       | 81' |
| D. T. | D. T.          | Tite              |     |

| 1     | Guardameta     | Carlos Lampe           |     |
| 17    | Defensa        | Marvin Bejarano        |     |
| 22    | Defensa        | Adrian Jusino          |     |
| 4     | Defensa        | Luis Haquin            |     |
| 8     | Defensa        | Diego Bejarano         |     |
| 3     | Centrocampista | Alejandro Chumacero    |     |
| 20    | Centrocampista | Fernando Saucedo       | 59' |
| 7     | Centrocampista | Leonel Justiniano      |     |
| 6     | Centrocampista | Erwin Saavedra         | 64' |
| 14    | Centrocampista | Raúl Castro            | 75' |
| 9     | Delantero      | Marcelo Moreno Martins |     |
| D. T. | D. T.          | Eduardo Villegas       |     |

| 9  | Delantero | Gabriel Jesus | 65' |
| 19 | Delantero | Everton       | 81' |
| 10 | Delantero | Willian       | 84' |

| 16 | Centrocampista | Diego Wayar   | 59' |
| 11 | Delantero      | Leonardo Vaca | 64' |
| 19 | Centrocampista | Ramiro Vaca   | 75' |

| 50' · 53' · 85' | Philippe Coutinho Everton | 1:0 2:0 3:0 |

| 66' | Philippe Coutinho |

| 20' | Fernando Saucedo |

| Principal  | Nestor Pitana                                                                  |
| Asistentes | Hernán Maidana                                                                 |
|            | Juan Pablo Belatti Observador VAR Pablo Silva Asesor de árbitros Ubaldo Aquino |
| Cuarto     | Roddy Zambrano                                                                 |

| VAR            | Patricio Loustau    |
| Asistentes VAR | Fernando Rapallini  |
|                | Ezequiel Brailovsky |

|                    |     |     |
| Tiros              | 20  | 5   |
| Tiros a puerta     | 5   | 1   |
| Faltas             | 14  | 10  |
| Saques de esquina  | 8   | 0   |
| Penaltis           | 1   | 0   |
| Fueras de juego    | 1   | 0   |
| Posesión del balón | 75% | 25% |

| Alineación inicial |

| 1     | Guardameta     | Alisson Becker    |     |
| 2     | Defensa        | Thiago Silva      |     |
| 6     | Defensa        | Filipe Luis       |     |
| 4     | Defensa        | Marquinhos        |     |
| 13    | Defensa        | Dani Alves        |     |
| 5     | Centrocampista | Casemiro          |     |
| 17    | Centrocampista | Fernandinho       |     |
| 11    | Centrocampista | Philippe Coutinho |     |
| 21    | Delantero      | Richarlison       | 84' |
| 20    | Delantero      | Roberto Firmino   | 65' |
| 7     | Delantero      | David Neres       | 81' |
| D. T. | D. T.          | Tite              |     |

| 1     | Guardameta     | Carlos Lampe           |     |
| 17    | Defensa        | Marvin Bejarano        |     |
| 22    | Defensa        | Adrian Jusino          |     |
| 4     | Defensa        | Luis Haquin            |     |
| 8     | Defensa        | Diego Bejarano         |     |
| 3     | Centrocampista | Alejandro Chumacero    |     |
| 20    | Centrocampista | Fernando Saucedo       | 59' |
| 7     | Centrocampista | Leonel Justiniano      |     |
| 6     | Centrocampista | Erwin Saavedra         | 64' |
| 14    | Centrocampista | Raúl Castro            | 75' |
| 9     | Delantero      | Marcelo Moreno Martins |     |
| D. T. | D. T.          | Eduardo Villegas       |     |

| 9  | Delantero | Gabriel Jesus | 65' |
| 19 | Delantero | Everton       | 81' |
| 10 | Delantero | Willian       | 84' |

| 16 | Centrocampista | Diego Wayar   | 59' |
| 11 | Delantero      | Leonardo Vaca | 64' |
| 19 | Centrocampista | Ramiro Vaca   | 75' |

| 50' · 53' · 85' | Philippe Coutinho Everton | 1:0 2:0 3:0 |

| 66' | Philippe Coutinho |

| 20' | Fernando Saucedo |

| Principal  | Nestor Pitana                                                                  |
| Asistentes | Hernán Maidana                                                                 |
|            | Juan Pablo Belatti Observador VAR Pablo Silva Asesor de árbitros Ubaldo Aquino |
| Cuarto     | Roddy Zambrano                                                                 |

| VAR            | Patricio Loustau    |
| Asistentes VAR | Fernando Rapallini  |
|                | Ezequiel Brailovsky |

|                    |     |     |
| Tiros              | 20  | 5   |
| Tiros a puerta     | 5   | 1   |
| Faltas             | 14  | 10  |
| Saques de esquina  | 8   | 0   |
| Penaltis           | 1   | 0   |
| Fueras de juego    | 1   | 0   |
| Posesión del balón | 75% | 25% |

| Alineación inicial |

| 1     | Guardameta     | Alisson Becker    |     |
| 2     | Defensa        | Thiago Silva      |     |
| 6     | Defensa        | Filipe Luis       |     |
| 4     | Defensa        | Marquinhos        |     |
| 13    | Defensa        | Dani Alves        |     |
| 5     | Centrocampista | Casemiro          |     |
| 17    | Centrocampista | Fernandinho       |     |
| 11    | Centrocampista | Philippe Coutinho |     |
| 21    | Delantero      | Richarlison       | 84' |
| 20    | Delantero      | Roberto Firmino   | 65' |
| 7     | Delantero      | David Neres       | 81' |
| D. T. | D. T.          | Tite              |     |

| 1     | Guardameta     | Carlos Lampe           |     |
| 17    | Defensa        | Marvin Bejarano        |     |
| 22    | Defensa        | Adrian Jusino          |     |
| 4     | Defensa        | Luis Haquin            |     |
| 8     | Defensa        | Diego Bejarano         |     |
| 3     | Centrocampista | Alejandro Chumacero    |     |
| 20    | Centrocampista | Fernando Saucedo       | 59' |
| 7     | Centrocampista | Leonel Justiniano      |     |
| 6     | Centrocampista | Erwin Saavedra         | 64' |
| 14    | Centrocampista | Raúl Castro            | 75' |
| 9     | Delantero      | Marcelo Moreno Martins |     |
| D. T. | D. T.          | Eduardo Villegas       |     |

| 9  | Delantero | Gabriel Jesus | 65' |
| 19 | Delantero | Everton       | 81' |
| 10 | Delantero | Willian       | 84' |

| 16 | Centrocampista | Diego Wayar   | 59' |
| 11 | Delantero      | Leonardo Vaca | 64' |
| 19 | Centrocampista | Ramiro Vaca   | 75' |

| 50' · 53' · 85' | Philippe Coutinho Everton | 1:0 2:0 3:0 |

| 66' | Philippe Coutinho |

| 20' | Fernando Saucedo |

| Principal  | Nestor Pitana                                                                  |
| Asistentes | Hernán Maidana                                                                 |
|            | Juan Pablo Belatti Observador VAR Pablo Silva Asesor de árbitros Ubaldo Aquino |
| Cuarto     | Roddy Zambrano                                                                 |

| VAR            | Patricio Loustau    |
| Asistentes VAR | Fernando Rapallini  |
|                | Ezequiel Brailovsky |

|                    |     |     |
| Tiros              | 20  | 5   |
| Tiros a puerta     | 5   | 1   |
| Faltas             | 14  | 10  |
| Saques de esquina  | 8   | 0   |
| Penaltis           | 1   | 0   |
| Fueras de juego    | 1   | 0   |
| Posesión del balón | 75% | 25% |

| Alineación inicial |

| 1     | Guardameta     | Alisson Becker    |     |
| 2     | Defensa        | Thiago Silva      |     |
| 6     | Defensa        | Filipe Luis       |     |
| 4     | Defensa        | Marquinhos        |     |
| 13    | Defensa        | Dani Alves        |     |
| 5     | Centrocampista | Casemiro          |     |
| 17    | Centrocampista | Fernandinho       |     |
| 11    | Centrocampista | Philippe Coutinho |     |
| 21    | Delantero      | Richarlison       | 84' |
| 20    | Delantero      | Roberto Firmino   | 65' |
| 7     | Delantero      | David Neres       | 81' |
| D. T. | D. T.          | Tite              |     |

| 1     | Guardameta     | Carlos Lampe           |     |
| 17    | Defensa        | Marvin Bejarano        |     |
| 22    | Defensa        | Adrian Jusino          |     |
| 4     | Defensa        | Luis Haquin            |     |
| 8     | Defensa        | Diego Bejarano         |     |
| 3     | Centrocampista | Alejandro Chumacero    |     |
| 20    | Centrocampista | Fernando Saucedo       | 59' |
| 7     | Centrocampista | Leonel Justiniano      |     |
| 6     | Centrocampista | Erwin Saavedra         | 64' |
| 14    | Centrocampista | Raúl Castro            | 75' |
| 9     | Delantero      | Marcelo Moreno Martins |     |
| D. T. | D. T.          | Eduardo Villegas       |     |

| 9  | Delantero | Gabriel Jesus | 65' |
| 19 | Delantero | Everton       | 81' |
| 10 | Delantero | Willian       | 84' |

| 16 | Centrocampista | Diego Wayar   | 59' |
| 11 | Delantero      | Leonardo Vaca | 64' |
| 19 | Centrocampista | Ramiro Vaca   | 75' |

| 50' · 53' · 85' | Philippe Coutinho Everton | 1:0 2:0 3:0 |

| 66' | Philippe Coutinho |

| 20' | Fernando Saucedo |

| Principal  | Nestor Pitana                                                                  |
| Asistentes | Hernán Maidana                                                                 |
|            | Juan Pablo Belatti Observador VAR Pablo Silva Asesor de árbitros Ubaldo Aquino |
| Cuarto     | Roddy Zambrano                                                                 |

| VAR            | Patricio Loustau    |
| Asistentes VAR | Fernando Rapallini  |
|                | Ezequiel Brailovsky |

|                    |     |     |
| Tiros              | 20  | 5   |
| Tiros a puerta     | 5   | 1   |
| Faltas             | 14  | 10  |
| Saques de esquina  | 8   | 0   |
| Penaltis           | 1   | 0   |
| Fueras de juego    | 1   | 0   |
| Posesión del balón | 75% | 25% |

| Alineación inicial |

#### Brasil vs. Venezuela
| 18 de junio de 2019, 21:30 | Brasil | 0:0     | Venezuela | Arena Fonte Nova, Salvador de Bahía                        |                                                            |
|                            |        | Reporte |           | Asistencia: 42.587 espectadores Árbitro(s): Julio Bascuñán | Asistencia: 42.587 espectadores Árbitro(s): Julio Bascuñán |

| 1     | Guardameta     | Alisson Becker    |     |
| 13    | Defensa        | Dani Alves        |     |
| 4     | Defensa        | Marquinhos        |     |
| 2     | Defensa        | Thiago Silva      |     |
| 6     | Defensa        | Filipe Luís       |     |
| 8     | Centrocampista | Arthur            |     |
| 5     | Centrocampista | Casemiro          | 57' |
| 21    | Centrocampista | Richarlison       | 45' |
| 11    | Centrocampista | Philippe Coutinho |     |
| 7     | Centrocampista | David Neres       | 72' |
| 20    | Delantero      | Roberto Firmino   |     |
| D. T. | D. T.          | Tite              |     |

| 1     | Guardameta     | Wuilker Faríñez  |     |
| 16    | Defensa        | Roberto Rosales  |     |
| 3     | Defensa        | Yordan Osorio    |     |
| 2     | Defensa        | Mikel Villanueva |     |
| 20    | Defensa        | Ronald Hernández |     |
| 5     | Centrocampista | Júnior Moreno    |     |
| 7     | Centrocampista | Darwin Machís    | 76' |
| 6     | Centrocampista | Yangel Herrera   | 66' |
| 8     | Centrocampista | Tomás Rincón     |     |
| 15    | Centrocampista | Jhon Murillo     |     |
| 23    | Delantero      | Salomón Rondón   | 86' |
| D. T. | D. T.          | Rafael Dudamel   |     |

| 9  | Delantero      | Gabriel Jesus | 45' |
| 17 | Centrocampista | Fernandinho   | 57' |
| 19 | Delantero      | Everton       | 72' |

| 18 | Centrocampista | Yeferson Soteldo   | 66' |
| 19 | Centrocampista | Arquímedes Figuera | 76' |
| 17 | Delantero      | Josef Martínez     | 86' |

| 41' | Casemiro |

| 37' | Jhon Murillo |

| Principal  | Julio Bascuñán                                                                 |
| Asistentes | Christian Schiemann                                                            |
|            | Claudio Rios Observador VAR Mauricio Espinosa Asesor de árbitros Rodolfo Otero |
| Cuarto     | Andrés Rojas                                                                   |

| VAR            | Roberto Tobar      |
| Asistentes VAR | Fernando Rapallini |
|                | Alexander Guzmán   |

|                    |     |     |
| Tiros              | 19  | 6   |
| Tiros a puerta     | 1   | 1   |
| Faltas             | 12  | 18  |
| Saques de esquina  | 9   | 2   |
| Penaltis           | 0   | 0   |
| Fueras de juego    | 2   | 0   |
| Posesión del balón | 69% | 31% |

| Alineación inicial |

| 1     | Guardameta     | Alisson Becker    |     |
| 13    | Defensa        | Dani Alves        |     |
| 4     | Defensa        | Marquinhos        |     |
| 2     | Defensa        | Thiago Silva      |     |
| 6     | Defensa        | Filipe Luís       |     |
| 8     | Centrocampista | Arthur            |     |
| 5     | Centrocampista | Casemiro          | 57' |
| 21    | Centrocampista | Richarlison       | 45' |
| 11    | Centrocampista | Philippe Coutinho |     |
| 7     | Centrocampista | David Neres       | 72' |
| 20    | Delantero      | Roberto Firmino   |     |
| D. T. | D. T.          | Tite              |     |

| 1     | Guardameta     | Wuilker Faríñez  |     |
| 16    | Defensa        | Roberto Rosales  |     |
| 3     | Defensa        | Yordan Osorio    |     |
| 2     | Defensa        | Mikel Villanueva |     |
| 20    | Defensa        | Ronald Hernández |     |
| 5     | Centrocampista | Júnior Moreno    |     |
| 7     | Centrocampista | Darwin Machís    | 76' |
| 6     | Centrocampista | Yangel Herrera   | 66' |
| 8     | Centrocampista | Tomás Rincón     |     |
| 15    | Centrocampista | Jhon Murillo     |     |
| 23    | Delantero      | Salomón Rondón   | 86' |
| D. T. | D. T.          | Rafael Dudamel   |     |

| 9  | Delantero      | Gabriel Jesus | 45' |
| 17 | Centrocampista | Fernandinho   | 57' |
| 19 | Delantero      | Everton       | 72' |

| 18 | Centrocampista | Yeferson Soteldo   | 66' |
| 19 | Centrocampista | Arquímedes Figuera | 76' |
| 17 | Delantero      | Josef Martínez     | 86' |

| 41' | Casemiro |

| 37' | Jhon Murillo |

| Principal  | Julio Bascuñán                                                                 |
| Asistentes | Christian Schiemann                                                            |
|            | Claudio Rios Observador VAR Mauricio Espinosa Asesor de árbitros Rodolfo Otero |
| Cuarto     | Andrés Rojas                                                                   |

| VAR            | Roberto Tobar      |
| Asistentes VAR | Fernando Rapallini |
|                | Alexander Guzmán   |

|                    |     |     |
| Tiros              | 19  | 6   |
| Tiros a puerta     | 1   | 1   |
| Faltas             | 12  | 18  |
| Saques de esquina  | 9   | 2   |
| Penaltis           | 0   | 0   |
| Fueras de juego    | 2   | 0   |
| Posesión del balón | 69% | 31% |

| Alineación inicial |

| 1     | Guardameta     | Alisson Becker    |     |
| 13    | Defensa        | Dani Alves        |     |
| 4     | Defensa        | Marquinhos        |     |
| 2     | Defensa        | Thiago Silva      |     |
| 6     | Defensa        | Filipe Luís       |     |
| 8     | Centrocampista | Arthur            |     |
| 5     | Centrocampista | Casemiro          | 57' |
| 21    | Centrocampista | Richarlison       | 45' |
| 11    | Centrocampista | Philippe Coutinho |     |
| 7     | Centrocampista | David Neres       | 72' |
| 20    | Delantero      | Roberto Firmino   |     |
| D. T. | D. T.          | Tite              |     |

| 1     | Guardameta     | Wuilker Faríñez  |     |
| 16    | Defensa        | Roberto Rosales  |     |
| 3     | Defensa        | Yordan Osorio    |     |
| 2     | Defensa        | Mikel Villanueva |     |
| 20    | Defensa        | Ronald Hernández |     |
| 5     | Centrocampista | Júnior Moreno    |     |
| 7     | Centrocampista | Darwin Machís    | 76' |
| 6     | Centrocampista | Yangel Herrera   | 66' |
| 8     | Centrocampista | Tomás Rincón     |     |
| 15    | Centrocampista | Jhon Murillo     |     |
| 23    | Delantero      | Salomón Rondón   | 86' |
| D. T. | D. T.          | Rafael Dudamel   |     |

| 9  | Delantero      | Gabriel Jesus | 45' |
| 17 | Centrocampista | Fernandinho   | 57' |
| 19 | Delantero      | Everton       | 72' |

| 18 | Centrocampista | Yeferson Soteldo   | 66' |
| 19 | Centrocampista | Arquímedes Figuera | 76' |
| 17 | Delantero      | Josef Martínez     | 86' |

| 41' | Casemiro |

| 37' | Jhon Murillo |

| Principal  | Julio Bascuñán                                                                 |
| Asistentes | Christian Schiemann                                                            |
|            | Claudio Rios Observador VAR Mauricio Espinosa Asesor de árbitros Rodolfo Otero |
| Cuarto     | Andrés Rojas                                                                   |

| VAR            | Roberto Tobar      |
| Asistentes VAR | Fernando Rapallini |
|                | Alexander Guzmán   |

|                    |     |     |
| Tiros              | 19  | 6   |
| Tiros a puerta     | 1   | 1   |
| Faltas             | 12  | 18  |
| Saques de esquina  | 9   | 2   |
| Penaltis           | 0   | 0   |
| Fueras de juego    | 2   | 0   |
| Posesión del balón | 69% | 31% |

| Alineación inicial |

| 1     | Guardameta     | Alisson Becker    |     |
| 13    | Defensa        | Dani Alves        |     |
| 4     | Defensa        | Marquinhos        |     |
| 2     | Defensa        | Thiago Silva      |     |
| 6     | Defensa        | Filipe Luís       |     |
| 8     | Centrocampista | Arthur            |     |
| 5     | Centrocampista | Casemiro          | 57' |
| 21    | Centrocampista | Richarlison       | 45' |
| 11    | Centrocampista | Philippe Coutinho |     |
| 7     | Centrocampista | David Neres       | 72' |
| 20    | Delantero      | Roberto Firmino   |     |
| D. T. | D. T.          | Tite              |     |

| 1     | Guardameta     | Wuilker Faríñez  |     |
| 16    | Defensa        | Roberto Rosales  |     |
| 3     | Defensa        | Yordan Osorio    |     |
| 2     | Defensa        | Mikel Villanueva |     |
| 20    | Defensa        | Ronald Hernández |     |
| 5     | Centrocampista | Júnior Moreno    |     |
| 7     | Centrocampista | Darwin Machís    | 76' |
| 6     | Centrocampista | Yangel Herrera   | 66' |
| 8     | Centrocampista | Tomás Rincón     |     |
| 15    | Centrocampista | Jhon Murillo     |     |
| 23    | Delantero      | Salomón Rondón   | 86' |
| D. T. | D. T.          | Rafael Dudamel   |     |

| 9  | Delantero      | Gabriel Jesus | 45' |
| 17 | Centrocampista | Fernandinho   | 57' |
| 19 | Delantero      | Everton       | 72' |

| 18 | Centrocampista | Yeferson Soteldo   | 66' |
| 19 | Centrocampista | Arquímedes Figuera | 76' |
| 17 | Delantero      | Josef Martínez     | 86' |

| 41' | Casemiro |

| 37' | Jhon Murillo |

| Principal  | Julio Bascuñán                                                                 |
| Asistentes | Christian Schiemann                                                            |
|            | Claudio Rios Observador VAR Mauricio Espinosa Asesor de árbitros Rodolfo Otero |
| Cuarto     | Andrés Rojas                                                                   |

| VAR            | Roberto Tobar      |
| Asistentes VAR | Fernando Rapallini |
|                | Alexander Guzmán   |

|                    |     |     |
| Tiros              | 19  | 6   |
| Tiros a puerta     | 1   | 1   |
| Faltas             | 12  | 18  |
| Saques de esquina  | 9   | 2   |
| Penaltis           | 0   | 0   |
| Fueras de juego    | 2   | 0   |
| Posesión del balón | 69% | 31% |

| Alineación inicial |

#### Perú vs. Brasil
| 22 de junio de 2019, 16:00 | Perú | 0:5 (0:3) | Brasil                                                             | Arena Corinthians, São Paulo                                                     |                                                                                  |
|                            |      | Reporte   | Casemiro 12' · Firmino 19' · Everton 32' · Alves 53' · Willian 90' | Asistencia: 42 317 espectadores Árbitro(s): Fernando Rapallini VAR: Andrés Rojas | Asistencia: 42 317 espectadores Árbitro(s): Fernando Rapallini VAR: Andrés Rojas |

| 1          | Guardameta     | Pedro Gallese    |     |
| 2          | Defensa        | Luis Abram       |     |
| 5          | Defensa        | Miguel Araujo    |     |
| 6          | Defensa        | Miguel Trauco    |     |
| 17         | Defensa        | Luis Advíncula   |     |
| 8          | Centrocampista | Christian Cueva  | 67' |
| 13         | Centrocampista | Renato Tapia     |     |
| 19         | Centrocampista | Yoshimar Yotún   | 45' |
| 9          | Delantero      | Paolo Guerrero   | 55' |
| 10         | Delantero      | Jefferson Farfán |     |
| 14         | Delantero      | Andy Polo        |     |
| Entrenador | Entrenador     | Ricardo Gareca   |     |

| 1          | Guardameta     | Alisson Becker    |     |
| 2          | Defensa        | Thiago Silva      |     |
| 4          | Defensa        | Marquinhos        |     |
| 6          | Defensa        | Filipe Luís       | 57' |
| 13         | Defensa        | Dani Alves        |     |
| 5          | Centrocampista | Casemiro          | 70' |
| 8          | Centrocampista | Arthur            |     |
| 11         | Centrocampista | Philippe Coutinho | 77' |
| 9          | Delantero      | Gabriel Jesus     |     |
| 19         | Delantero      | Everton           |     |
| 20         | Delantero      | Roberto Firmino   |     |
| Entrenador | Entrenador     | Tite              |     |

| 20 | Centrocampista | Edison Flores       | 45' |
| 23 | Centrocampista | Christofer Gonzales | 55' |
| 7  | Centrocampista | Josepmir Ballón     | 67' |

| 12 | Defensa        | Alex Sandro | 57' |
| 18 | Centrocampista | Allan       | 70' |
| 10 | Delantero      | Willian     | 77' |

| Anotado | 12' | Casemiro        | 0-1 |
| Anotado | 19' | Roberto Firmino | 0-2 |
| Anotado | 32' | Everton         | 0-3 |
| Anotado | 53' | Dani Alves      | 0-4 |
| Anotado | 90' | Willian         | 0-5 |

| Amonestado | 16' | Yoshimar Yotún |
| Amonestado | 81' | Luis Advíncula |

| Amonestado | 10' | Casemiro     |
| Amonestado | 78' | Thiago Silva |

| Árbitro             | Fernando Rapallini |
| Árbitros asistentes | Hernán Maidana     |
| Árbitros asistentes | Eduardo Cardozo    |
| Cuarto Árbitro      | Arnaldo Samaniego  |
| VAR                 | Andrés Rojas       |
| Asistentes VAR      | Nicolás Gallo      |
| Asistentes VAR      | Wilmar Navarro     |
| Observador VAR      | Pablo Silva        |
| Asesor de Árbitros  | Ubaldo Aquino      |

| 1          | Guardameta     | Pedro Gallese    |     |
| 2          | Defensa        | Luis Abram       |     |
| 5          | Defensa        | Miguel Araujo    |     |
| 6          | Defensa        | Miguel Trauco    |     |
| 17         | Defensa        | Luis Advíncula   |     |
| 8          | Centrocampista | Christian Cueva  | 67' |
| 13         | Centrocampista | Renato Tapia     |     |
| 19         | Centrocampista | Yoshimar Yotún   | 45' |
| 9          | Delantero      | Paolo Guerrero   | 55' |
| 10         | Delantero      | Jefferson Farfán |     |
| 14         | Delantero      | Andy Polo        |     |
| Entrenador | Entrenador     | Ricardo Gareca   |     |

| 1          | Guardameta     | Alisson Becker    |     |
| 2          | Defensa        | Thiago Silva      |     |
| 4          | Defensa        | Marquinhos        |     |
| 6          | Defensa        | Filipe Luís       | 57' |
| 13         | Defensa        | Dani Alves        |     |
| 5          | Centrocampista | Casemiro          | 70' |
| 8          | Centrocampista | Arthur            |     |
| 11         | Centrocampista | Philippe Coutinho | 77' |
| 9          | Delantero      | Gabriel Jesus     |     |
| 19         | Delantero      | Everton           |     |
| 20         | Delantero      | Roberto Firmino   |     |
| Entrenador | Entrenador     | Tite              |     |

| 20 | Centrocampista | Edison Flores       | 45' |
| 23 | Centrocampista | Christofer Gonzales | 55' |
| 7  | Centrocampista | Josepmir Ballón     | 67' |

| 12 | Defensa        | Alex Sandro | 57' |
| 18 | Centrocampista | Allan       | 70' |
| 10 | Delantero      | Willian     | 77' |

| Anotado | 12' | Casemiro        | 0-1 |
| Anotado | 19' | Roberto Firmino | 0-2 |
| Anotado | 32' | Everton         | 0-3 |
| Anotado | 53' | Dani Alves      | 0-4 |
| Anotado | 90' | Willian         | 0-5 |

| Amonestado | 16' | Yoshimar Yotún |
| Amonestado | 81' | Luis Advíncula |

| Amonestado | 10' | Casemiro     |
| Amonestado | 78' | Thiago Silva |

| Árbitro             | Fernando Rapallini |
| Árbitros asistentes | Hernán Maidana     |
| Árbitros asistentes | Eduardo Cardozo    |
| Cuarto Árbitro      | Arnaldo Samaniego  |
| VAR                 | Andrés Rojas       |
| Asistentes VAR      | Nicolás Gallo      |
| Asistentes VAR      | Wilmar Navarro     |
| Observador VAR      | Pablo Silva        |
| Asesor de Árbitros  | Ubaldo Aquino      |

### Cuartos de final

#### Brasil vs. Paraguay
| 27 de junio de 2019, 21:30 | Brasil                                                    | 0:0 (4:3 p.)               | Paraguay                                       | Arena do Grêmio, Porto Alegre                                                 |                                                                               |
|                            |                                                           | Reporte                    |                                                | Asistencia: 44 902 espectadores Árbitro(s): Roberto Tobar VAR: Julio Bascuñán | Asistencia: 44 902 espectadores Árbitro(s): Roberto Tobar VAR: Julio Bascuñán |
|                            |                                                           | Tiros desde el punto penal |                                                |                                                                               |                                                                               |
|                            | Willian · Marquinhos · Coutinho · Firmino · Gabriel Jesus |                            | Gómez · Almirón · Valdez · R. Rojas · González |                                                                               |                                                                               |

| 1          | Guardameta     | Alisson Becker    |     |
| 2          | Defensa        | Thiago Silva      |     |
| 4          | Defensa        | Marquinhos        |     |
| 6          | Defensa        | Filipe Luís       | 45' |
| 13         | Defensa        | Dani Alves        | 85' |
| 8          | Centrocampista | Arthur            |     |
| 11         | Centrocampista | Philippe Coutinho |     |
| 15         | Centrocampista | Allan             | 71' |
| 9          | Delantero      | Gabriel Jesus     |     |
| 19         | Delantero      | Everton           |     |
| 20         | Delantero      | Roberto Firmino   |     |
| Entrenador | Entrenador     | Tite              |     |

| 12         | Guardameta     | Roberto Fernández   |     |
| 2          | Defensa        | Iván Piris          |     |
| 4          | Defensa        | Fabián Balbuena     |     |
| 13         | Defensa        | Junior Alonso       |     |
| 15         | Defensa        | Gustavo Gómez       |     |
| 18         | Defensa        | Santiago Arzamendia | 61' |
| 6          | Centrocampista | Richard Sánchez     | 78' |
| 16         | Centrocampista | Celso Ortiz         |     |
| 17         | Centrocampista | Hernán Pérez        | 74' |
| 23         | Centrocampista | Miguel Almirón      |     |
| 10         | Delantero      | Derlis González     |     |
| Entrenador | Entrenador     | Eduardo Berizzo     |     |

| 12 | Defensa        | Alex Sandro   | 45' |
| 10 | Delantero      | Willian       | 71' |
| 18 | Centrocampista | Lucas Paquetá | 85' |

| 5 | Defensa        | Bruno Valdez  | 61' |
| 8 | Centrocampista | Rodrigo Rojas | 74' |
| 3 | Defensa        | Juan Escobar  | 78' |

|                   |                           | 0 : 0 | Fallo de penal (atajado)  | Gustavo Gómez   |
| Willian           | Acierto de penal          | 1 : 0 |                           |                 |
|                   |                           | 1 : 1 | Acierto de penal          | Miguel Almirón  |
| Marquinhos        | Acierto de penal          | 2 : 1 |                           |                 |
|                   |                           | 2 : 2 | Acierto de penal          | Bruno Valdez    |
| Philippe Coutinho | Acierto de penal          | 3 : 2 |                           |                 |
|                   |                           | 3 : 3 | Acierto de penal          | Rodrigo Rojas   |
| Roberto Firmino   | Fallo de penal (desviado) | 3 : 3 |                           |                 |
|                   |                           | 3 : 3 | Fallo de penal (desviado) | Derlis González |
| Gabriel Jesus     | Acierto de penal          | 4 : 3 |                           |                 |

| Amonestado | 44' | Filipe Luís     |
| Amonestado | 47' | Roberto Firmino |
| Amonestado | 84' | Arthur          |

| Amonestado | 30' | Santiago Arzamendia |
| Amonestado | 34' | Iván Piris          |
| Amonestado | 37' | Junior Alonso       |

| Expulsado | 58' | Fabián Balbuena |

| Árbitro             | Roberto Tobar       |
| Árbitros asistentes | Christian Schiemann |
| Árbitros asistentes | Claudio Ríos        |
| Cuarto Árbitro      | Roddy Zambrano      |
| VAR                 | Julio Bascuñán      |
| Asistentes VAR      | Piero Maza          |
| Asistentes VAR      | Nicolás Taran       |
| Observador VAR      | Mauricio Espinosa   |
| Asesor de Árbitros  | Claudio Puga        |

| 1          | Guardameta     | Alisson Becker    |     |
| 2          | Defensa        | Thiago Silva      |     |
| 4          | Defensa        | Marquinhos        |     |
| 6          | Defensa        | Filipe Luís       | 45' |
| 13         | Defensa        | Dani Alves        | 85' |
| 8          | Centrocampista | Arthur            |     |
| 11         | Centrocampista | Philippe Coutinho |     |
| 15         | Centrocampista | Allan             | 71' |
| 9          | Delantero      | Gabriel Jesus     |     |
| 19         | Delantero      | Everton           |     |
| 20         | Delantero      | Roberto Firmino   |     |
| Entrenador | Entrenador     | Tite              |     |

| 12         | Guardameta     | Roberto Fernández   |     |
| 2          | Defensa        | Iván Piris          |     |
| 4          | Defensa        | Fabián Balbuena     |     |
| 13         | Defensa        | Junior Alonso       |     |
| 15         | Defensa        | Gustavo Gómez       |     |
| 18         | Defensa        | Santiago Arzamendia | 61' |
| 6          | Centrocampista | Richard Sánchez     | 78' |
| 16         | Centrocampista | Celso Ortiz         |     |
| 17         | Centrocampista | Hernán Pérez        | 74' |
| 23         | Centrocampista | Miguel Almirón      |     |
| 10         | Delantero      | Derlis González     |     |
| Entrenador | Entrenador     | Eduardo Berizzo     |     |

| 12 | Defensa        | Alex Sandro   | 45' |
| 10 | Delantero      | Willian       | 71' |
| 18 | Centrocampista | Lucas Paquetá | 85' |

| 5 | Defensa        | Bruno Valdez  | 61' |
| 8 | Centrocampista | Rodrigo Rojas | 74' |
| 3 | Defensa        | Juan Escobar  | 78' |

|                   |                           | 0 : 0 | Fallo de penal (atajado)  | Gustavo Gómez   |
| Willian           | Acierto de penal          | 1 : 0 |                           |                 |
|                   |                           | 1 : 1 | Acierto de penal          | Miguel Almirón  |
| Marquinhos        | Acierto de penal          | 2 : 1 |                           |                 |
|                   |                           | 2 : 2 | Acierto de penal          | Bruno Valdez    |
| Philippe Coutinho | Acierto de penal          | 3 : 2 |                           |                 |
|                   |                           | 3 : 3 | Acierto de penal          | Rodrigo Rojas   |
| Roberto Firmino   | Fallo de penal (desviado) | 3 : 3 |                           |                 |
|                   |                           | 3 : 3 | Fallo de penal (desviado) | Derlis González |
| Gabriel Jesus     | Acierto de penal          | 4 : 3 |                           |                 |

| Amonestado | 44' | Filipe Luís     |
| Amonestado | 47' | Roberto Firmino |
| Amonestado | 84' | Arthur          |

| Amonestado | 30' | Santiago Arzamendia |
| Amonestado | 34' | Iván Piris          |
| Amonestado | 37' | Junior Alonso       |

| Expulsado | 58' | Fabián Balbuena |

| Árbitro             | Roberto Tobar       |
| Árbitros asistentes | Christian Schiemann |
| Árbitros asistentes | Claudio Ríos        |
| Cuarto Árbitro      | Roddy Zambrano      |
| VAR                 | Julio Bascuñán      |
| Asistentes VAR      | Piero Maza          |
| Asistentes VAR      | Nicolás Taran       |
| Observador VAR      | Mauricio Espinosa   |
| Asesor de Árbitros  | Claudio Puga        |

| Estadísticas      | Bandera de Brasil | Bandera de Paraguay |
| Tiros             | 26                | 5                   |
| Tiros a puerta    | 8                 | 1                   |
| Faltas            | 22                | 19                  |
| Saques de esquina | 5                 | 3                   |
| Penaltis          | 0                 | 0                   |
| Fueras de juego   | 1                 | 1                   |
| Posesión de balón | 71%               | 29%                 |

### Semifinales

#### Brasil vs. Argentina
| 2 de julio de 2019, 21:30 | Brasil                                  | 2:0 (1:0) | Argentina | Estadio Mineirão, Belo Horizonte                                                |                                                                                 |
|                           | Gabriel Jesus 19' · Roberto Firmino 71' | Reporte   |           | Asistencia: 55 947 espectadores Árbitro(s): Roddy Zambrano VAR: Leodán González | Asistencia: 55 947 espectadores Árbitro(s): Roddy Zambrano VAR: Leodán González |

| 1          | Guardameta     | Alisson Becker    |     |
| 2          | Defensa        | Thiago Silva      |     |
| 4          | Defensa        | Marquinhos        | 64' |
| 12         | Defensa        | Alex Sandro       |     |
| 13         | Defensa        | Dani Alves        |     |
| 5          | Centrocampista | Casemiro          |     |
| 8          | Centrocampista | Arthur            |     |
| 11         | Centrocampista | Philippe Coutinho |     |
| 9          | Delantero      | Gabriel Jesus     | 80' |
| 19         | Delantero      | Everton           | 45' |
| 20         | Delantero      | Roberto Firmino   |     |
| Entrenador | Entrenador     | Tite              |     |

| 1          | Guardameta     | Franco Armani      |     |
| 2          | Defensa        | Juan Foyth         |     |
| 3          | Defensa        | Nicolás Tagliafico | 85' |
| 6          | Defensa        | Germán Pezzella    |     |
| 8          | Defensa        | Marcos Acuña       | 59' |
| 17         | Defensa        | Nicolás Otamendi   |     |
| 5          | Centrocampista | Leandro Paredes    |     |
| 16         | Centrocampista | Rodrigo De Paul    | 67' |
| 9          | Delantero      | Sergio Agüero      |     |
| 10         | Delantero      | Lionel Messi       |     |
| 22         | Delantero      | Lautaro Martínez   |     |
| Entrenador | Entrenador     | Lionel Scaloni     |     |

| 10 | Delantero      | Willian      | 45' |
| 3  | Defensa        | João Miranda | 64' |
| 15 | Centrocampista | Allan        | 80' |

| 11 | Centrocampista | Ángel Di María   | 59' |
| 20 | Centrocampista | Giovani Lo Celso | 67' |
| 21 | Centrocampista | Paulo Dybala     | 85' |

| Anotado | 19' | Gabriel Jesus   | 1-0 |
| Anotado | 71' | Roberto Firmino | 2-0 |

| Amonestado | 40' | Dani Alves |
| Amonestado | 82' | Allan      |

| Amonestado | 9'  | Nicolás Tagliafico |
| Amonestado | 40' | Marcos Acuña       |
| Amonestado | 56' | Juan Foyth         |
| Amonestado | 58' | Lautaro Martínez   |
| Amonestado | 74' | Lionel Scaloni     |

| Árbitro             | Roddy Zambrano    |
| Árbitros asistentes | Christian Lescano |
| Árbitros asistentes | Byron Romero      |
| Cuarto Árbitro      | Esteban Ostojich  |
| VAR                 | Leodán González   |
| Asistentes VAR      | Jesús Valenzuela  |
| Asistentes VAR      | Nicolás Taran     |
| Observador VAR      | Óscar Ruiz        |
| Asesor de Árbitros  | Enrique Cáceres   |

| 1          | Guardameta     | Alisson Becker    |     |
| 2          | Defensa        | Thiago Silva      |     |
| 4          | Defensa        | Marquinhos        | 64' |
| 12         | Defensa        | Alex Sandro       |     |
| 13         | Defensa        | Dani Alves        |     |
| 5          | Centrocampista | Casemiro          |     |
| 8          | Centrocampista | Arthur            |     |
| 11         | Centrocampista | Philippe Coutinho |     |
| 9          | Delantero      | Gabriel Jesus     | 80' |
| 19         | Delantero      | Everton           | 45' |
| 20         | Delantero      | Roberto Firmino   |     |
| Entrenador | Entrenador     | Tite              |     |

| 1          | Guardameta     | Franco Armani      |     |
| 2          | Defensa        | Juan Foyth         |     |
| 3          | Defensa        | Nicolás Tagliafico | 85' |
| 6          | Defensa        | Germán Pezzella    |     |
| 8          | Defensa        | Marcos Acuña       | 59' |
| 17         | Defensa        | Nicolás Otamendi   |     |
| 5          | Centrocampista | Leandro Paredes    |     |
| 16         | Centrocampista | Rodrigo De Paul    | 67' |
| 9          | Delantero      | Sergio Agüero      |     |
| 10         | Delantero      | Lionel Messi       |     |
| 22         | Delantero      | Lautaro Martínez   |     |
| Entrenador | Entrenador     | Lionel Scaloni     |     |

| 10 | Delantero      | Willian      | 45' |
| 3  | Defensa        | João Miranda | 64' |
| 15 | Centrocampista | Allan        | 80' |

| 11 | Centrocampista | Ángel Di María   | 59' |
| 20 | Centrocampista | Giovani Lo Celso | 67' |
| 21 | Centrocampista | Paulo Dybala     | 85' |

| Anotado | 19' | Gabriel Jesus   | 1-0 |
| Anotado | 71' | Roberto Firmino | 2-0 |

| Amonestado | 40' | Dani Alves |
| Amonestado | 82' | Allan      |

| Amonestado | 9'  | Nicolás Tagliafico |
| Amonestado | 40' | Marcos Acuña       |
| Amonestado | 56' | Juan Foyth         |
| Amonestado | 58' | Lautaro Martínez   |
| Amonestado | 74' | Lionel Scaloni     |

| Árbitro             | Roddy Zambrano    |
| Árbitros asistentes | Christian Lescano |
| Árbitros asistentes | Byron Romero      |
| Cuarto Árbitro      | Esteban Ostojich  |
| VAR                 | Leodán González   |
| Asistentes VAR      | Jesús Valenzuela  |
| Asistentes VAR      | Nicolás Taran     |
| Observador VAR      | Óscar Ruiz        |
| Asesor de Árbitros  | Enrique Cáceres   |

| Estadísticas      | Bandera de Brasil | Bandera de Argentina |
| Tiros             | 4                 | 14                   |
| Tiros a puerta    | 3                 | 2                    |
| Faltas            | 12                | 19                   |
| Saques de esquina | 6                 | 4                    |
| Penaltis          | 0                 | 0                    |
| Fueras de juego   | 1                 | 0                    |
| Posesión de balón | 49%               | 51%                  |

### Final

#### Brasil vs. Perú
| 7 de julio de 2019, 17:00 | Brasil                                                     | 3:1 (2:1) | Perú                | Estadio Maracanã, Río de Janeiro                                              |                                                                               |
|                           | Everton 15' · Gabriel Jesus 45+3' · Richarlison 88' (pen.) | Reporte   | 44' (pen.) Guerrero | Asistencia: 58 584 espectadores Árbitro(s): Roberto Tobar VAR: Julio Bascuñán | Asistencia: 58 584 espectadores Árbitro(s): Roberto Tobar VAR: Julio Bascuñán |

### Alineaciones
| 1          | Guardameta     | Alisson Becker    |       |
| 2          | Defensa        | Thiago Silva      |       |
| 4          | Defensa        | Marquinhos        |       |
| 12         | Defensa        | Alex Sandro       |       |
| 13         | Defensa        | Dani Alves        |       |
| 5          | Centrocampista | Casemiro          |       |
| 8          | Centrocampista | Arthur            |       |
| 11         | Centrocampista | Philippe Coutinho | 77'   |
| 9          | Delantero      | Gabriel Jesus     |       |
| 19         | Delantero      | Everton           | 90+3' |
| 20         | Delantero      | Roberto Firmino   | 75'   |
| Entrenador | Entrenador     | Tite              |       |

| 1          | Guardameta     | Pedro Gallese   |     |
| 2          | Defensa        | Luis Abram      |     |
| 6          | Defensa        | Miguel Trauco   |     |
| 15         | Defensa        | Carlos Zambrano |     |
| 17         | Defensa        | Luis Advíncula  |     |
| 8          | Centrocampista | Christian Cueva |     |
| 13         | Centrocampista | Renato Tapia    | 82' |
| 19         | Centrocampista | Yoshimar Yotún  | 78' |
| 20         | Centrocampista | Edison Flores   |     |
| 9          | Delantero      | Paolo Guerrero  |     |
| 18         | Delantero      | André Carrillo  | 86' |
| Entrenador | Entrenador     | Ricardo Gareca  |     |

| 21 | Delantero      | Richarlison  | 75'   |
| 14 | Defensa        | Éder Militão | 77'   |
| 15 | Centrocampista | Allan        | 90+3' |

| 11 | Delantero      | Raúl Ruidíaz        | 78' |
| 23 | Centrocampista | Christofer Gonzales | 82' |
| 14 | Delantero      | Andy Polo           | 86' |

| Anotado         | 15'   | Everton       | 1–0 |
| Anotado         | 45+3' | Gabriel Jesus | 2–1 |
| Anotado · Penal | 90'   | Richarlison   | 3–1 |

| Anotado · Penal | 44' | Paolo Guerrero | 1–1 |

| Amonestado | 30'   | Gabriel Jesus |
| Amonestado | 53'   | Thiago Silva  |
| Amonestado | 90+1' | Richarlison   |

| Amonestado | 49' | Renato Tapia    |
| Amonestado | 68' | Carlos Zambrano |
| Amonestado | 84' | Luis Advíncula  |

| Otorgado · Expulsado | 70' | Gabriel Jesus |

| Árbitro             | Roberto Tobar       |
| Árbitros asistentes | Christian Schiemann |
| Árbitros asistentes | Claudio Ríos        |
| Cuarto Árbitro      | Alexis Herrera      |
| VAR                 | Julio Bascuñán      |
| Asistentes VAR      | Nicolás Gallo       |
| Asistentes VAR      | Alexander Guzmán    |
| Observador VAR      | Enrique Cáceres     |
| Asesor de Árbitros  | Jorge Larrionda     |

| 1          | Guardameta     | Alisson Becker    |       |
| 2          | Defensa        | Thiago Silva      |       |
| 4          | Defensa        | Marquinhos        |       |
| 12         | Defensa        | Alex Sandro       |       |
| 13         | Defensa        | Dani Alves        |       |
| 5          | Centrocampista | Casemiro          |       |
| 8          | Centrocampista | Arthur            |       |
| 11         | Centrocampista | Philippe Coutinho | 77'   |
| 9          | Delantero      | Gabriel Jesus     |       |
| 19         | Delantero      | Everton           | 90+3' |
| 20         | Delantero      | Roberto Firmino   | 75'   |
| Entrenador | Entrenador     | Tite              |       |

| 1          | Guardameta     | Pedro Gallese   |     |
| 2          | Defensa        | Luis Abram      |     |
| 6          | Defensa        | Miguel Trauco   |     |
| 15         | Defensa        | Carlos Zambrano |     |
| 17         | Defensa        | Luis Advíncula  |     |
| 8          | Centrocampista | Christian Cueva |     |
| 13         | Centrocampista | Renato Tapia    | 82' |
| 19         | Centrocampista | Yoshimar Yotún  | 78' |
| 20         | Centrocampista | Edison Flores   |     |
| 9          | Delantero      | Paolo Guerrero  |     |
| 18         | Delantero      | André Carrillo  | 86' |
| Entrenador | Entrenador     | Ricardo Gareca  |     |

| 21 | Delantero      | Richarlison  | 75'   |
| 14 | Defensa        | Éder Militão | 77'   |
| 15 | Centrocampista | Allan        | 90+3' |

| 11 | Delantero      | Raúl Ruidíaz        | 78' |
| 23 | Centrocampista | Christofer Gonzales | 82' |
| 14 | Delantero      | Andy Polo           | 86' |

| Anotado         | 15'   | Everton       | 1–0 |
| Anotado         | 45+3' | Gabriel Jesus | 2–1 |
| Anotado · Penal | 90'   | Richarlison   | 3–1 |

| Anotado · Penal | 44' | Paolo Guerrero | 1–1 |

| Amonestado | 30'   | Gabriel Jesus |
| Amonestado | 53'   | Thiago Silva  |
| Amonestado | 90+1' | Richarlison   |

| Amonestado | 49' | Renato Tapia    |
| Amonestado | 68' | Carlos Zambrano |
| Amonestado | 84' | Luis Advíncula  |

| Otorgado · Expulsado | 70' | Gabriel Jesus |

| Árbitro             | Roberto Tobar       |
| Árbitros asistentes | Christian Schiemann |
| Árbitros asistentes | Claudio Ríos        |
| Cuarto Árbitro      | Alexis Herrera      |
| VAR                 | Julio Bascuñán      |
| Asistentes VAR      | Nicolás Gallo       |
| Asistentes VAR      | Alexander Guzmán    |
| Observador VAR      | Enrique Cáceres     |
| Asesor de Árbitros  | Jorge Larrionda     |

| Estadísticas      | Bandera de Brasil | Bandera de Perú |
| Tiros             | 12                | 7               |
| Tiros a puerta    | 3                 | 2               |
| Faltas            | 25                | 21              |
| Saques de esquina | 3                 | 4               |
| Penaltis          | 1                 | 1               |
| Fueras de juego   | 0                 | 0               |
| Posesión de balón | 55%               | 45%             |

|                           |
| Bandera de Brasil         |
| Campeón Brasil 9.° título |

## Estadísticas

### Participación de jugadores
| N.° | Pos        | Jugador        | PJ | Minutos jugados | Goles recibidos | Atajos | Tarjetas amarillas | Doble tarjeta amarilla y roja | Tarjetas rojas |
| --- | ---------- | -------------- | -- | --------------- | --------------- | ------ | ------------------ | ----------------------------- | -------------- |
| 1   | Guardameta | Alisson Becker | 6  | 540             | 1               | 8      | 0                  | 0                             | 0              |
| 16  | Guardameta | Cássio Ramos   | 0  | 0               | 0               | 0      | 0                  | 0                             | 0              |
| 23  | Guardameta | Ederson        | 0  | 0               | 0               | 0      | 0                  | 0                             | 0              |

| N.° | Pos            | Jugador           | PJ | Minutos jugados | Goles | Asistencias | Tarjetas Amarillas | Doble tarjeta amarilla y roja | Tarjetas rojas |
| --- | -------------- | ----------------- | -- | --------------- | ----- | ----------- | ------------------ | ----------------------------- | -------------- |
| 2   | Defensa        | Thiago Silva      | 6  | 540             | 1     | 0           | 2                  | 0                             | 0              |
| 3   | Defensa        | João Miranda      | 1  | 26              | 0     | 0           | 0                  | 0                             | 0              |
| 4   | Defensa        | Marquinhos        | 6  | 514             | 0     | 1           | 0                  | 0                             | 0              |
| 5   | Centrocampista | Casemiro          | 5  | 397             | 1     | 0           | 2                  | 0                             | 0              |
| 6   | Defensa        | Filipe Luís       | 4  | 282             | 0     | 0           | 1                  | 0                             | 0              |
| 7   | Delantero      | David Neres       | 2  | 153             | 0     | 0           | 0                  | 0                             | 0              |
| 8   | Centrocampista | Arthur Melo       | 5  | 450             | 0     | 1           | 1                  | 0                             | 0              |
| 9   | Delantero      | Gabriel Jesus     | 6  | 400             | 2     | 2           | 1                  | 1                             | 0              |
| 10  | Delantero      | Willian           | 4  | 83              | 1     | 0           | 0                  | 0                             | 0              |
| 11  | Centrocampista | Philippe Coutinho | 6  | 514             | 2     | 1           | 1                  | 0                             | 0              |
| 12  | Defensa        | Alex Sandro       | 4  | 258             | 0     | 0           | 0                  | 0                             | 0              |
| 13  | Defensa        | Dani Alves        | 6  | 535             | 1     | 0           | 1                  | 0                             | 0              |
| 14  | Defensa        | Éder Militão      | 1  | 13              | 0     | 0           | 0                  | 0                             | 0              |
| 15  | Defensa        | Allan             | 4  | 102             | 0     | 0           | 1                  | 0                             | 0              |
| 17  | Centrocampista | Fernandinho       | 2  | 123             | 0     | 1           | 0                  | 0                             | 0              |
| 18  | Centrocampista | Lucas Paquetá     | 1  | 5               | 0     | 0           | 0                  | 0                             | 0              |
| 19  | Delantero      | Everton           | 6  | 342             | 3     | 2           | 0                  | 0                             | 0              |
| 20  | Delantero      | Roberto Firmino   | 6  | 500             | 2     | 3           | 1                  | 0                             | 0              |
| 21  | Delantero      | Richarlison       | 3  | 144             | 1     | 0           | 1                  | 0                             | 0              |
| 22  | Defensa        | Fagner            | 0  | 0               | 0     | 0           | 0                  | 0                             | 0              |

### Goleadores
| N.°   | Jugador           | Anotado | PJ | Prom. | Jugada | Cabeza | TL | Penal |
| ----- | ----------------- | ------- | -- | ----- | ------ | ------ | -- | ----- |
| 1     | Éverton           | 3       | 6  | 0.5   | 3      | 0      | 0  | 0     |
| 2     | Philippe Coutinho | 2       | 6  | 0.33  | 0      | 1      | 0  | 1     |
| 2     | Roberto Firmino   | 2       | 6  | 0.33  | 2      | 0      | 0  | 0     |
| 2     | Gabriel Jesús     | 2       | 6  | 0.33  | 2      | 0      | 0  | 0     |
| 3     | Dani Alves        | 1       | 6  | 0.17  | 1      | 0      | 0  | 0     |
| 3     | Casemiro          | 1       | 5  | 0.2   | 0      | 1      | 0  | 0     |
| 3     | Willian           | 1       | 4  | 0.25  | 1      | 0      | 0  | 0     |
| 3     | Richarlison       | 1       | 3  | 0.33  | 0      | 0      | 0  | 1     |
| Total | Total             | 13      | 42 | 0.31  | 9      | 2      | 0  | 2     |

### Asistencias
| N.°   | Jugador           | Asistencia | Jugada | Cabeza | TL | SdE |
| ----- | ----------------- | ---------- | ------ | ------ | -- | --- |
| 1     | Roberto Firmino   | 3          | 3      | 0      | 0  | 0   |
| 2     | Gabriel Jesús     | 2          | 2      | 0      | 0  | 0   |
| 3     | Marquinhos        | 1          | 0      | 1      | 0  | 0   |
| 3     | Philippe Coutinho | 1          | 1      | 0      | 0  | 0   |
| 3     | Éverton           | 1          | 1      | 0      | 0  | 0   |
| 3     | Arthur            | 1          | 1      | 0      | 0  | 0   |
| 3     | Fernandinho       | 1          | 1      | 0      | 0  | 0   |
| Total | Total             | 10         | 9      | 1      | 0  | 0   |

### Sanciones disciplinarias
| N.°   | Jugador           | Amonestado | Otorgado · Expulsado | Expulsado | Sanción                       |
| ----- | ----------------- | ---------- | -------------------- | --------- | ----------------------------- |
| 1     | Casemiro          | 2          | 0                    | 0         | Un partido (Cuartos de final) |
| 1     | Thiago Silva      | 2          | 0                    | 0         |                               |
| 1     | Gabriel Jesús     | 2          | 1                    | 0         |                               |
| 2     | Philippe Coutinho | 1          | 0                    | 0         |                               |
| 2     | Roberto Firmino   | 1          | 0                    | 0         |                               |
| 2     | Dani Alves        | 1          | 0                    | 0         |                               |
| 2     | Arthur            | 1          | 0                    | 0         |                               |
| 2     | Filipe Luís       | 1          | 0                    | 0         |                               |
| 2     | Allan             | 1          | 0                    | 0         |                               |
| 2     | Richarlison       | 1          | 0                    | 0         |                               |
| Total | Total             | 13         | 1                    | 0         |                               |